# Ammophila argyrocephala
Ammophila argyrocephala är en biart som beskrevs av Arnold 1951. Ammophila argyrocephala ingår i släktet Ammophila och familjen grävsteklar. Inga underarter finns listade i Catalogue of Life.